# Erich Balon
Erich Balon (* 12. November 1923 in Mährisch-Ostrau, Tschechoslowakei; † nicht ermittelt) war ein deutscher Geograf.

## Leben und Werk
Nach dem Schulbesuch studierte er und promovierte 1952 an der Universität München zum Dr. rer. nat. Nach dem Zweiten Weltkrieg wurde er Referent, später Oberregierungsrat in der Staatskanzlei des Landes Rheinland-Pfalz am Geographischen Institut in Mainz. Er forschte und publizierte zur Wirtschafts- und Verkehrsgeographie. Am 1. Oktober 1968 wurde er zum Oberkonservator ernannt. Als Akademischer Direktor beim Geographischen Institut ging er am 31. Dezember 1985 vorzeitig in Pension.

## Schriften (Auswahl)
- Altgablonz – Neugablonz. Vergleichende Untersuchungen zur Ansiedlung der Gablonzer Glas- und Schmuckwarenindustrie in Bayern. o. O., 1952.
- (Mitautor): Landkreis Bingen, Regierungsbezirk Rheinhessen. Speyer 1958.